# Santa Rita do Novo Destino
Santa Rita do Novo Destino é um município brasileiro do estado de Goiás. Situado na região do Vale do São Patrício, sua população segundo o Censo 2022 pelo Instituto Brasileiro de Geografia e Estatística (IBGE) era de 2 689 habitantes.